# 浰江
浰江，位于中华人民共和国广东省和平县境内，是东江右岸支流，发源于和平县西北端的杨梅嶂，蜿蜒东南流经浰源镇、热水镇、合水镇、林寨镇，至东水镇汇入东江。河长100千米，河道平均比降2.2‰，流域面积1677平方千米。年均径流量16.5亿立方米。主要支流和平河、贝墩水。